# Distretto di Ujanga
Il distretto di Ujanga è uno dei diciannove distretti (sum) in cui è suddivisa la provincia del Ôvôrhangaj, in Mongolia. Conta una popolazione di 9.581 abitanti (censimento 2008). 